# Kai James
Kai James (ur. 26 lipca 1995 w West Palm Beach) – amerykańska koszykarka grająca na pozycji środkowej, obecnie zawodniczka Samsun Canik Belediye.
W 2013 wystąpiła w meczu gwiazd amerykańskich szkół średnich - McDonald’s All-American, została też zaliczona do składu WBCA High School All-America honorable mention.
W 2018 zajęła drugie miejsce na liście najlepszych strzelczyń ligi białoruskiej.
29 sierpnia 2018 została zawodniczką Pszczółki Polski-Cukier AZS-UMCS-u Lublin. 2 listopada opuściła klub.

## Osiągnięcia
Stan na 11 stycznia 2019, na podstawie, o ile nie zaznaczono inaczej.
NCAA
- Uczestniczka rozgrywek:
  - Elite 8 turnieju NCAA (2015, 2017)
  - Sweet 16 turnieju NCAA (2015–2017)
  - II rundy turnieju NCAA (2014–2017)
- Laureatka Matthew Schmauch Leadership Award (2017)

Drużynowe
- Mistrzyni Białorusi (2018)
- Zdobywczyni pucharu Białorusi (2017)

Indywidualne
(* – nagrody przyznane przez eurobasket.com)
- Zaliczona do I składu ligi białoruskiej (2018)*

Reprezentacja
- Mistrzyni świata U–17 (2012)[5]